# Gare McMasterville
Cet article concerne la gare. Pour la ville de McMasterville, voir McMasterville.
La gare McMasterville est une gare d'exo située dans la ville du même nom. Elle dessert les trains de banlieue de la ligne exo 3.

## Correspondances

### Autobus

#### Exo Vallée-du-Richelieu[2]
| Circuit | Destinations                            | Tracé | Horaires |
| ------- | --------------------------------------- | ----- | -------- |
| 20B     | Belœil – Gare McMasterville             |       | Horaires |
| 20M     | McMasterville - Gare McMasterville      |       | Horaires |
| 23      | Otterburn Park – Gare McMasterville     |       | Horaires |
| 27      | Beloeil - Gare McMasterville            |       | Horaires |
| 200     | Saint-Hyacinthe – Terminus Longueuil    | Tracé | Horaires |
| 300     | Saint-Hyacinthe – Terminus Centre-ville | Tracé | Horaires |